# Motsch
Motsch est une marque de chapeaux. Fondée par Ernest Motsch, la chapellerie Motsch a été racheté par Hermès, et produit, encore aujourd'hui, des chapeaux.
La marque Motsch a été déposée à l'INPI le 29 juin 1992 par Hermès International sous le numéro 92424650.